# Pyriporoides
Pyriporoides is een mosdiertjesgeslacht uit de familie van de Calloporidae en de orde Cheilostomatida. De wetenschappelijke naam ervan is in 1989 voor het eerst geldig gepubliceerd door Hayward & Thorpe.

## Soorten
- Pyriporoides aviculata Gordon & Taylor, 2017
- Pyriporoides bathyalis (Rosso & Taylor, 2002)
- Pyriporoides circularis (Gordon, 1989)
- Pyriporoides judyae Branch & Hayward, 2005
- Pyriporoides libita (Gordon, 1989)
- Pyriporoides murdochi Gordon & Taylor, 2017
- Pyriporoides precocialis (Gordon, 1984)
- Pyriporoides uniserialis (Waters, 1904)